# イジー・ストラドリン
イジー・ストラドリン (Izzy Stradlin, 本名：Jeffrey Dean Isbell, 1962年4月8日 - ) は、アメリカのギタリスト、シンガー。元ガンズ・アンド・ローゼズのギタリストとしての活動が著名である。インディアナ州ラファイエット出身。イングランド、スコットランド、フランスの血をひく。
ローリング・ストーン誌の2007年11月号の企画、「ローリング・ストーンの選ぶ歴史上最も過小評価されている25人のギタリスト」において第17位。

## 音楽的特徴
ガンズ・アンド・ローゼズ時代は、もう一人のギタリストであるスラッシュの陰に隠れがちであったが、作曲においてバンドの成功に大きく貢献した。デビュー・アルバム『アペタイト・フォー・ディストラクション』の収録曲12曲中、10曲に作曲者として名を連ねている。
「パラダイス・シティ」、「スウィート・チャイルド・オブ・マイン」、「ペイシェンス」、「ドント・クライ」、「ユー・クッド・ビー・マイン」といったヒット曲は全てイジーが作曲した楽曲である。
ギターのトーンは、太く艶やかなスラッシュとは違い、チャック・ベリーやキース・リチャーズのような小気味良いクランチが特徴。
ソロ・アルバムでも軽快で爽やかなロックンロール・ナンバーを聴かせるが、パンク・ロックやカントリー・ミュージック、レゲエなどへの造詣も深く、バラエティ豊富な楽曲を揃える。

## 人物
激しい一面を持つアクセル・ローズとは対照的に、物静かな性格をしているといわれる。この2人は同郷であり、ハイスクールの同級生として出会う。以降一時期を除き、ガンズ・アンド・ローゼズの形成期を共に過ごしており、その時間は「14 Years」の中に象徴的に描かれている。問題児であるアクセルの長年の理解者でもあったが、バンド絶頂期の1991年11月に正式に脱退。メンバー間の不仲や巨大化したバンドへの危惧、自身のドラッグ問題などが主な脱退理由と言われている。
1992年、ゲフィンレコードと契約し、アルバム「Izzy Stradlin & the Ju Ju Hounds」をリリース。アルバムと同名のバンドメンバーは、イジー・ストラドリン（vo,g)、リック・リチャーズ（g:元ジョージア・サテライツ）、ジミー・アシュハースト（b）、チャーリー・クィンタナ（ds）。1998年からはソロ名義でリリースしている。一時期はヴェルヴェット・リヴォルヴァーのプロジェクトにも参加していたが、途中で離脱。ストーン・テンプル・パイロッツのボーカリストのスコット・ウェイランドは、「あの人はどうやってあんなにも素晴らしい人生の平安を見つけたのか」とコメントしている。イジー自身、かつてドラッグ中毒で破天荒なロックンロールライフをしていた頃を振り返り、「もうあんな生活はできない」と語った。

## エピソード
当時から、ハノイ・ロックスに影響を受けたと公言している。当時は問題児だったアンディ・マッコイは、スターダムに伸し上がったこの新人を「自分達の真似をしただけ」と評した。ガンズ・アンド・ローゼス初の欧州ツアー時に両者が合流した際、自分を崇拝し付きまとうイジーに嫌気が差したマッコイは、大量の酒を勧めて酔い潰した。翌朝、マッコイのホテルの部屋で起床したイジーは、全身に激痛を覚えたそうであるが、何があったかは記憶に無いという。そして、二度とマッコイに近づくことは無くなったそうである。当時、マッコイのバンドのギタリストだったジョー・ドッグからは、「気の毒な男」と称された。
1988年の初来日の際、ドラッグのやりすぎでフラフラの状態のまま入国。エスカレーターから落ちそうになるが、スラッシュに掴まれ、運良く救われる。この来日中には、東京見物のため1人で電車を乗り継ぎ、行方不明に。またガンズ初期には、ドラッグのディーラー役を務める（詳しくは、イジーの当時の彼女デシ・クラフトが供給源だった）。アクセル曰く、LAにヘロインをはやらせたのはイジーによる功績らしい。飛行機のキッチンで用を足し、逮捕された経験もあり。
1991年5月、「ユーズ・ユア・イリュージョンⅠ、Ⅱ（Use Your Illusion ⅠⅡ）の発表を前にウオームアップツアーが行われたが、この時点でイジーは他メンバーと別行動を取り始めたとされる。全英ツアー後9月、「ドント・クライ（Don't Cry）」のミュージック・クリップ撮影に姿を見せず、彼抜きで撮影された。

## アクセル・ローズとの関係
アクセルは、インタビューやライブなどで「イジーにはすっかり騙された気分だ！」「『Double Talkin' Jive』は奴が書いた曲で、あいつ自身のことだ！」など、度々イジーへの非難を残している。スティーブン・アドラーの脱退には、冷淡な態度をとったが、イジーの脱退は想定外だった様子。
アクセルは、イジーから脱退に関する申し入れがあった際、数時間を費やし残留の説得をしたようだが、一方でおもちゃやバイクを買ったりせず、バンドだけに専念しろと誓約書を書かせようとしたとされる。それがバンドをやめる決定打になったと、インタビューでイジーは語っている。
後にアクセルは、同郷の幼馴染みであるポール・ヒュージ(トバイアス)というギタリストを加入させ、「イジーに次ぐ理解者」との発言を残している。なお、イジーもポールと面識があった(イジーの家の隣に住んでいた)が、仲は良くなかったようで、バンドへのポールの加入を良くは思っていなかった。
1991年の脱退時、「バンドのメンバーには戻れないが、曲作りやツアーで困ったことがあったらいつでも呼んでくれ」とアクセルに言い残したという。実際、インタビューでもガンズ用の曲をいくつか書いていると話している。
1993年、後任のギタリストギルビー・クラークの怪我によるツアー欠席時、代役にイジーが一時復帰。バンド復帰とも推測されたが、アクセルとの関係は修復されなかった。イジーは5公演を消化したのみに終わる。
1998年、アルバム「117°」発表時に「アクセルから助けを請われれば、いつでも行く」「しかしアクセルは相当頑固なので、素直に言ってくることはない」と語っている。
2001年に開催された「ロック・イン・リオⅢ」にガンズが出演した際、アクセルはマネージャー、ダグ・ゴールドスタインを通じて共演を依頼した。
2006年、アクセルのインタビューによると、「イジーとはつい最近話した」とのこと。何を話したかは不明であるが、連絡を取り合う関係ではあるようだ。
同年6月、英国で開催されたDownload festival 2006と、ガンズのパリ公演にゲスト共演している。
2008年に発売されたChinese Democracyのアクセルローズ・サンクスリストに、オリジナルメンバーでは唯一その名を連ねている。
近年、ダフ・マッケイガンとスラッシュが、曲の利権や印税の問題で数回アクセルを訴えているが、最も多くの曲を書いたにもかかわらず、イジーは訴訟を起こしていない。

## 使用機材
ギブソン・レスポール・カスタムや、フェンダー・テレキャスター、ギブソン・ES-335などを使用。
アンプは、メサブギーや、マーシャル (アンプ)などを使用。

## ディスコグラフィー

### Guns N' Roses
- Appetite for Destruction (1987)
- GN'R Lies (1988)
- Use Your Illusion I (1991)
- Use Your Illusion II (1991)

### Izzy Stradlin and the Ju Ju Hounds
- Pressure Drop (1992) -ミニアルバム
- Izzy Stradlin & the Ju Ju Hounds (1992)
- Izzy Stradlin & the Ju Ju Hounds Live (1993) -ミニ・ライブアルバム

### Izzy Stradlin
- 117°(1998)
- Ride on (1999)
- River (2001)
- On Down the Road (2002)
- Like a Dog (2003) -インターネットリリース
- Miami (2007) -インターネットリリース
- Fire, the acoustic album (2007) -インターネットリリース
- Concrete (2008) -インターネットリリース
- Smoke (2009) -インターネットリリース
- Wave of Heat (2010) -インターネットリリース